# Phoroncidia levii
Phoroncidia levii là một loài nhện trong họ Theridiidae.
Loài này thuộc chi Phoroncidia. Phoroncidia levii được Pater Chrysanthus miêu tả năm 1963.